# Bulbine torsiva
Bulbine torsiva är en grästrädsväxtart som beskrevs av G.Williamson. Bulbine torsiva ingår i släktet bulbiner, och familjen grästrädsväxter. Inga underarter finns listade i Catalogue of Life.